# Rat der Vier

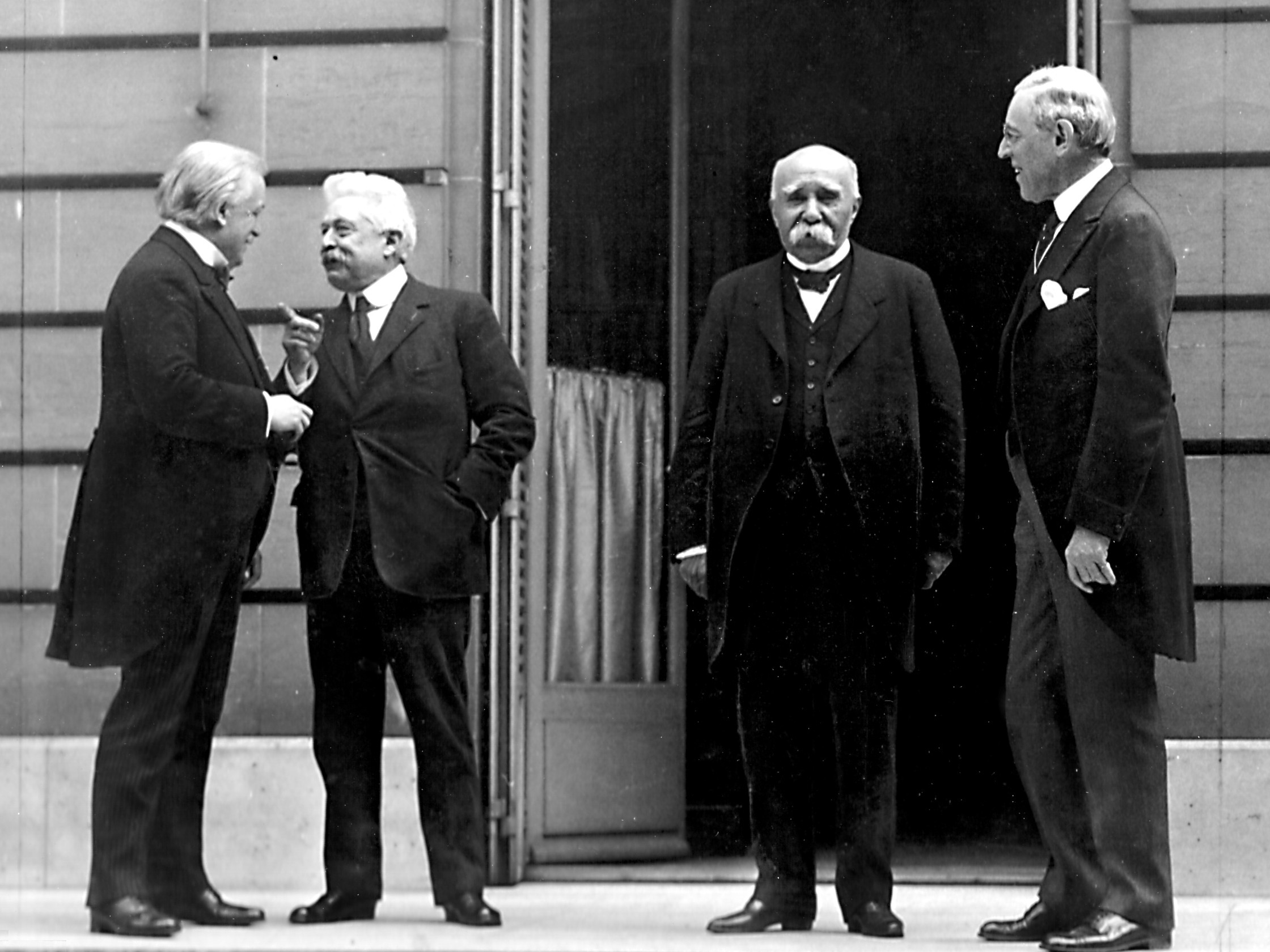
Der Rat der Vier (von links): David Lloyd George, Vittorio Emanuele Orlando, Georges Clemenceau und Woodrow Wilson bei den Verhandlungen in Versailles.

Der Rat der Vier, auch die Großen Vier genannt, in der Anfangsphase Rat der Zehn, traf die wichtigsten Entscheidungen nach dem Ersten Weltkrieg im Rahmen der Pariser Friedenskonferenz von 1919. Er bestand aus den vier Regierungschefs der mächtigsten Siegernationen, Georges Clemenceau (Frankreich), David Lloyd George (Großbritannien), Vittorio Emanuele Orlando (Italien) und Woodrow Wilson (USA), die unter den 32 insgesamt anwesenden Nationen ausschlaggebend waren.
Woodrow Wilson stellte auf dem Kongress sein 14-Punkte-Programm vor, in dem er ein Selbstbestimmungsrecht der Völker forderte, das aber in wesentlichen Punkten nicht angenommen wurde, weshalb die USA die Ergebnisse des Kongresses nicht ratifizierten. Außerdem wollte er die Gründung eines Völkerbundes. Großbritannien hatte beim Vertragsschluss vor allem finanzielle Interessen, während Italien sein Gebiet vergrößern und Frankreich Sicherheit vor dem Deutschen Reich und eine Revanche für den Deutsch-Französischen Krieg wollte.
Auf der Konferenz, die am 18. Januar 1919 begonnen hatte, wurde Clemenceau zunächst auf Vorschlag Wilsons zum Präsidenten der Konferenz ernannt. Da die Vollversammlung aus über 1000 Delegierten bestand, wurde zunächst ein Rat der Zehn bestimmt, bestehend aus den Regierungschefs und Außenministern der Nationen, die später auch im Rat der Vier waren, sowie zwei japanischen Vertretern. Da Japan an europäischen Problemen wenig Interesse hatte, wurde das Entscheidungsgremium am 24. März 1919 zum Rat der Vier, der insgesamt 148-mal, fast jeden Tag, zusammentrat.